# بخش گرداسپور
بخش گرداسپور (به انگلیسی: Gurdaspur district)؛ (پنجابی: ਗੁਰਦਸਪੂਰ ਜ਼ਿਲ੍ਹਾ) یک بخش در منطقه ماخا در هند است که در ایالت پنجاب (هند) در بخش شمال غربی جمهوری هند واقع شده‌است. منطقه گرداسپور ۲٬۶۱۰ کیلومتر مربع مساحت و ۲٬۱۰۴٬۰۱۱ نفر جمعیت دارد.